# Аргентино-пакистанские отношения
Аргентино-пакистанские отношения — двусторонние дипломатические отношения между Аргентиной и Пакистаном.

## История
В октябре 1951 года страны установили официальные дипломатические отношения. В мае 1983 года было подписано первое соглашение между странами, после чего стали осуществляться государственные визиты на высоком уровне. 19 июля 2002 года Аргентина и Пакистан подписали соглашение о двусторонней торговле и сотрудничестве.  В 2004 году президент Пакистана Первез Мушарраф посетил Аргентину в целях активизации экономических и политических контактов между странами. Первез Мушарраф провел встречу с президентом Аргентины, а затем выступил перед Аргентинским советом по международным отношениям, рассказав о планах дальнейшего сотрудничества по представляющим взаимный интерес вопросам в ООН и укреплению экономических и политических связей между странами. В марте 2012 года правительство Аргентины пригласило посла Пакистана Наэлу Чохан в качестве главного гостя на церемонию в Буэнос-Айресе, посвященную 60-летию дружбы между странами.
Аргентина поддерживает позицию Пакистана по вопросу о праве народов на самоопределение, который обсуждался на сессии Генеральной Ассамблее Организации Объединённых Наций. Пакистан проголосовал за резолюцию ООН в которой указывалось, что продолжающееся существование колониализма несовместимо с идеалом всеобщего мира, что имеет отношение к проблеме принадлежности Фолклендских островов. Аргентина и Пакистан также придерживаются общих взглядов на реформу ООН и на тему расширения Совета Безопасности ООН. Председатель сената Пакистана заявил, что между странами налажено очень тесное сотрудничество в различных областях и имеется схожее мнение по основным международным вопросам.
В 2012 году в парка Тре-де-Фебреро в Палермо была представлена публике Площадь Пакистана. 27 июля 2012 года состоялось открытие площади, на котором присутствовали посол Пакистана Наэла Чохан и министром окружающей среды и зон отдыха администрации Буэнос-Айреса Диего Сантилли в честь 60-летия  установления дипломатических отношений между государствами.

## Торговля
У стран налажены торговые связи, функционирует объединенный экономический комитет и Пакистано-аргентинский деловой совет. Среди общих интересов тема развития сельского хозяйства, особенно борьба с болезнями скота. Посол Аргентины в Пакистане заявлял, что страны изучают новых области, в которых они могут активизировать сотрудничество, в частности увеличение импорта пшеницы из Аргентины. Президент Торгово-промышленной палаты Исламабада согласился с послом Аргентины и подчеркнул необходимость дальнейшего официального развития экономических отношений. Аргентинские компании также выразили свою заинтересованность в разведке и разработке газовых месторождений в пакистанских провинциях Белуджистан и Синд.

## Дипломатические представительства
- Аргентина имеет посольство в Исламабаде[23].
- У Пакистана имеется посольство в Буэнос-Айресе[24].